# 双斑肥腹蛛
双斑肥腹蛛（学名：Steatoda bipunctata）为球蛛科肥腹蛛属的动物。分布于欧洲以及中国大陆的内蒙古等地，主要生活于住宅附近。